# Paul Scofield
David Paul Scofield (21. ledna 1922, Birmingham, Spojené království – 19. března 2008, Sussex) byl britský herec. Roku 1966 získal Oscara, Zlatý glóbus i cenu BAFTA za mužský herecký výkon v hlavní roli ve filmu A Man for All Seasons, kde ztvárnil Thomase Mora. Nominován na sošku americké filmové akademie byl i roku 1994 za vedlejší roli ve filmu Otázky a odpovědi Nominaci na britskou cenu BAFTA získal ještě za hlavní roli ve filmu That Lady (1955) a za vedlejší ve snímku Čarodějky ze Salemu (1996). Známá je i jeho role ve válečném filmu Vlak (1964).